# Sangeacul Prizren
Sangeacul Prizren (în turcă Prizren Sancağı, în albaneză Sanxhaku i Prizrenit, în sârbă Призренски санџак, cu alfabetul latin: Prizrenski sandžak) a fost unul dintre sangeacurile Imperiului Otoman, care a avut centrul administrativ în orașul Prizren.
El a fost înființat imediat după capturarea de către Imperiul Otoman a orașului Prizren de la Despotatul Serbiei în 1455. Restul teritoriului Despotatului Serbiei a fost cucerit după căderea cetății Semendria în 1459 și împărțit în următoarele sangeacuri: sangeacul Vučitrn, sangeacul Kruševac și sangeacul Semendria. La începerea Primului Război Balcanic din 1912, teritoriul sangeacului Prizren era ocupat de armata Regatului Serbiei. Pe baza Tratatului de la Londra semnat la 30 mai 1913, teritoriul sangeacului Prizren a devenit parte componentă a Serbiei.

## Diviziuni administrative
Conform registrului administrativ otoman din 1571, sangeacul Prizren era format din cinci nahii: Prizren, Hoča, Žežna, Trgovište și Bihor.
În ultima sa perioadă de existență (între 1889 și 1913), sangeacul Prizren era format din trei kaza (districte): Prizren, Tetovo și Gostivar.
Teritoriul care a aparținut cândva sangeacului Prizren aparține acum statelor Kosovo (regiunea Prizren) și Macedonia de Nord (regiunile Tetovo și Gostivar).

## Vilaietele Skopje, Prizren și Kosovo
În 1867 sangeacul Prizren a fuzionat cu sangeacul Dibra și cu sangeacul Skopje și a devenit vilaietul Prizren. În 1871 sangeacul Prizren a fost inclus în nou-înființatul vilaiet Prizren. Vilaietul Prizren, împreună cu sangeacurile sale, inclusiv sangeacul Prizren, au devenit parte componentă a vilaietului Kosovo, care a fost înființat în 1877. Autoritățile otomane au decis ca orașul Prizren să fie centrul administrativ al vilaietului Kosovo.
Sangeacul Niš și sangeacul Pirot, împreună cu comuna Vranje (care era o kaza a sangeacului Priština), au fost desprinse din Vilaietul Kosovo și anexate Principatului Serbiei după Congresul de la Berlin din 1878. Sangeacul Dibra a fost atașat vilaietului Monastir. În urma acestor schimbări teritorial-administrative Vilaietul Kosovo a fost format din trei sangeacuri: sangeacul Prizren, sangeacul Skopje și sangeacul Novi Pazar. Ca urmare a hotărârii adoptate la Congresul de la Berlin de a acorda stăpânirea sangeacului Novi Pazar Austro-Ungariei, vilaietul Kosovo a rămas sub administrarea de facto a Imperiului Otoman.

## Revoluția Junilor Turci
După Revoluția Junilor Turci, care a avut loc în 1908, autoritățile Imperiului Otoman au organizat primele alegeri parlamentare în sangeacul Prizren.

## Desființare
Până la sfârșitul lunii octombrie 1912, în cursul Primului Război Balcanic, sangeacul Prizren a fost ocupat de armata Regatului Serbiei. În urma Tratatului de la Londra semnat în cadrul Conferinței de la Londra din 1913, teritoriul său a devenit parte componentă a Serbiei.